# Travel One
Travel One – Das Magazin für Reiseprofis war eine praxisorientierte Fachzeitschrift für Reisebüros in Deutschland und alle weiteren Vertriebskanäle der deutschen Tourismuswirtschaft. 1967 wurde das erste Exemplar des seinerzeit Reisebüro Bulletin genannten Blattes publiziert.
Das Blatt erschien alle 14 Tage freitags (2018 nur noch monatlich) im Verlag T&M Media GmbH & Co. KG in Darmstadt. Ältere Ausgaben konnten kostenlos von der Webseite heruntergeladen werden.
Neben dem Magazin informierten ein täglicher Newsletter mit dem Titel Travel One Morning News und die Webseite die Touristikbranche über Veranstalterangebote, Branchenveranstaltungen und Zielgebiete. Zusätzlich veranstaltete das Unternehmen regelmäßige Branchenevents, darunter die fachspezifischen Diskussionsrunden Travel One After Six und die Preisverleihung für innovative Reiseprodukte Travel One Kompass.
Ende 2018 wurde der Titel mit dem Branchenblatt REISE vor9 Magazin zur neuen Zeitschrift TRVL Counter verschmolzen. Dieser Fachtitel erscheint seit 2019 im Life! Verlag.